# Gianni Di Venanzo
Gianni Di Venanzo, né le 18 décembre 1920 à Teramo (Province de Teramo, Abruzzes), mort le 3 janvier 1966 à Rome, est un directeur de la photographie italien.

## Biographie
Après avoir étudié un an au Centro Sperimentale di Cinematografia (Centre expérimental du cinéma) à Rome, Gianni Di Venanzo exerce d'abord au cinéma comme cadreur, entre 1943 (sur Les Amants diaboliques de Luchino Visconti) et 1951 (sur Miracle à Milan de Vittorio De Sica et Cesare Zavattini).
Il devient chef opérateur en 1951 (si l'on excepte une modeste contribution en 1945, à l'occasion d'un documentaire) et participe ainsi à cinquante films, principalement italiens, plus des coproductions (franco-italiennes en particulier) et un film américain. Ce dernier est Guêpier pour trois abeilles de Joseph L. Mankiewicz (avec Rex Harrison, Susan Hayward), sorti en 1967, durant le tournage duquel il meurt d'une hépatite début 1966 à 45 ans. Son cadreur Pasqualino De Santis lui succède.
Outre les réalisateurs pré-cités, Gianni Di Venanzo collabore notamment avec Michelangelo Antonioni (ex. : L'Éclipse en 1962, avec Alain Delon, Monica Vitti), Federico Fellini (ex. : Huit et demi en 1963, avec Marcello Mastroianni, Anouk Aimée, Sandra Milo, Claudia Cardinale), Carlo Lizzani (ex. : La Chronique des pauvres amants en 1954,  avec Anna Maria Ferrero, Antonella Lualdi, Marcello Mastroianni), ou encore Francesco Rosi (ex. : Profession Magliari en 1959, avec Renato Salvatori, Alberto Sordi), entre autres.
Durant sa carrière, il gagne cinq fois le Ruban d'argent de la meilleure photographie (voir la rubrique "Récompenses" ci-dessous).

## Filmographie partielle
Films italiens, sauf mention contraire ou complémentaire

### Comme cadreur
- 1943 : Les Amants diaboliques (Ossessione) de Luchino Visconti
- 1947 : Chasse tragique (Caccia tragica) de Giuseppe De Santis
- 1948 : La terre tremble (La Terra trema : Episodio del mare) de Luchino Visconti
- 1950 : Les Derniers Jours de Pompéi (Gli Ultimi Giorni di Pompei) de Marcel L'Herbier et Paolo Moffa
- 1950 : La Beauté du diable de René Clair
- 1951 : Miracle à Milan (Miracolo a Milano) de Vittorio De Sica et Cesare Zavattini

### Comme directeur de la photographie
- 1945 : Jours de gloire (Giorni di gloria) de Luchino Visconti et Marcello Pagliero (documentaire ; participation mineure)
- 1951 : Il Capitano di Venezia de Gianni Puccini
- 1951 : Achtung! Banditi! de Carlo Lizzani
- 1952 : La Minute de vérité de Jean Delannoy
- 1953 : Dans les faubourgs de la ville (Ai margini della metropoli) de Carlo Lizzani et Massimo Mida
- 1953 : L'Amour à la ville (L'amore in città), film à sketches de Federico Fellini, Michelangelo Antonioni & al.
- 1954 : La Chronique des pauvres amants (Cronache di poveri amanti) de Carlo Lizzani
- 1954 : Terre étrangère (Terra straniera) de Sergio Corbucci
- 1954 : Scandale à Milan (Difendo il mio amore) de Giulio Macchi
- 1955 : Femmes entre elles (Le amiche) de Michelangelo Antonioni
- 1955 : Quando tramonta il sole de Guido Brignone
- 1955 : Les Jeunes Filles de San Frediano (Le ragazze di San Frediano) de Valerio Zurlini
- 1955 : Les Égarés (Gli sbandati) de Francesco Maselli
- 1955 : Le Célibataire (Lo scapolo) d'Antonio Pietrangeli (film italo-espagnol)
- 1956 : Kean de Vittorio Gassman et Francesco Rosi
- 1957 : Le Cri (Il grido) de Michelangelo Antonioni
- 1957 : Sœur Letizia (Suor Letizia) de Mario Camerini
- 1958 : Le Défi (La sfida) de Francesco Rosi
- 1958 : Un morceau de ciel (Un ettaro di cielo) d'Aglauco Casadio
- 1958 : La loi, c'est la loi (La legge è legge) de Christian-Jaque
- 1958 : Le Pigeon (I soliti ignoti) de Mario Monicelli
- 1959 : Profession Magliari (I magliari) de Francesco Rosi
- 1959 : L'Ennemi de ma femme (Il nemico di mia moglie) de Gianni Puccini
- 1959 : Les Noces vénitiennes d'Alberto Cavalcanti
- 1960 : Un mandarino per Teo de Mario Mattoli
- 1960 : Vent du sud (Vento del sud) d'Enzo Provenzale
- 1960 : Les Hurleurs (Urlatori alla sbarra) de Lucio Fulci
- 1960 : Les Dauphins (I delfini) de Francesco Maselli
- 1961 : La Nuit (La notte) de Michelangelo Antonioni
- 1961 : Chacun son alibi (Crimen) de Mario Camerini
- 1961 : Il carabiniere a cavallo de Carlo Lizzani
- 1962 : Eva de Joseph Losey
- 1962 : L'Éclipse (L'eclisse) de Michelangelo Antonioni
- 1962 : Salvatore Giuliano de Francesco Rosi
- 1963 : Huit et demi (8½) de Federico Fellini
- 1963 : I basilischi de Lina Wertmüller
- 1963 : Main basse sur la ville (Le mani sulla città) de Francesco Rosi
- 1964 : La ragazza (La ragazza di Bube) de Luigi Comencini
- 1964 : La Femme, quelle chose merveilleuse ! (La donna è una cosa meravigliosa) de Mauro Bolognini
- 1964 : Haute Infidélité (Alta infedeltà), film à sketches, segment Gente moderna de Mario Monicelli
- 1964 : Les Deux Rivales (Gli indifferenti) de Francesco Maselli
- 1964 : La donna è una cosa meravigliosa, film à sketches de Mauro Bolognini & al.
- 1965 : Le Moment de la vérité (Il momento della verità) de Francesco Rosi
- 1965 : La Dixième Victime (La decima vittima) d'Elio Petri
- 1965 : Juliette des esprits (Giulietta degli spiriti) de Federico Fellini
- 1965 : Aujourd'hui, demain et après-demain (Oggi, domani, dopodomani), film à sketches, segment La Moglie bionda de Luciano Salce
- 1967 : Guêpier pour trois abeilles (The Honey Pot) de Joseph L. Mankiewicz (film américain, tourné en 1965-1966)

## Récompenses
- Ruban d'argent de la meilleure photographie :
  - En 1958, pour Le Cri ;
  - En 1960, pour Profession Magliari ;
  - En 1963, pour Salvatore Giuliano ;
  - En 1964, pour Huit et demi ;
  - Et en 1966, pour Juliette des esprits (à titre posthume).